# Salsa Mornay

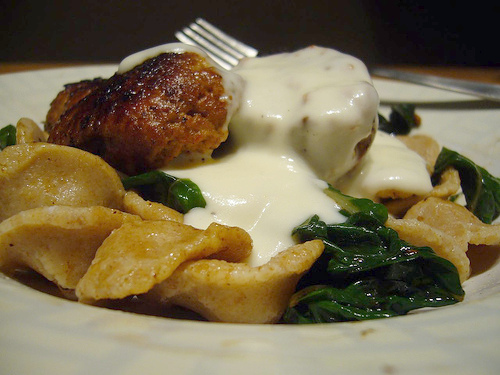
Salsa mornay.

La salsa Mornay es una salsa bechamel enriquecida con yema de huevo y un poco de queso rallado. Según el país, se puede utilizar gruyer, parmesano, emmental o grana padano. Se suele servir la salsa con diferentes preparados de hortalizas, pescado y marisco, pero sobre todo para napar y hacer gratinados.

## Historia
El origen de la salsa es desconocido. Aunque se asocie, sin prueba alguna, su nombre con el erudito francés Philippe de Mornay (1549-1623), Señor de Plessis-Marly y Gobernador de Saumur,[cita requerida] la salsa no aparece en Le cuisinier françois de François Pierre La Varenne, publicado en 1651. No se documenta hasta el siglo XIX, bajo el reinado de Carlos X, cuando aparece por primera vez en la carta del restaurante parisino Le Grand Véfour, situado en el Palais-Royal. Algunos autores pretenden que la salsa podría ser epónima del apellido de dos conocidos dandis parisinos de la época, el marqués y el conde de Mornay.